# BAD LOVE〜愛に溺れて〜
BAD LOVE〜愛に溺󠄀れて〜（バッドラブ〜あいにおぼれて〜、朝鮮語: 못된 사랑 ）は、2007年12月3日から2008年2月12日まで韓国KBSで放送されたテレビドラマ。全20話。
日本では、2008年9月19日からWOWOWで毎週金曜20時00分 - で放送され、2009年5月12日から9月29日までBSジャパンで毎週火曜20時00分 - 20時55分で放送された。地上波では、2010年8月27日から2010年9月24日までTBS『韓流セレクト』枠にて毎週月曜から金曜10時05分 - 11時00分で放送された。

## キャスト

### 主な登場人物
- カン・ヨンギ：クォン・サンウ（声：真殿光昭）（カン会長の息子）
- ナ・インジョン：イ・ヨウォン（声：小林さやか）（チェリスト）
- イ・スファン：キム・ソンス（ジュラン夫）
- ジョエン／パク・シニョ：チャ・イェリョン一人二役（ヨンギの元彼女／スファンの部下）

### その他の登場人物
- カン・ジュラン：キム・ガヨン （スファンの妻、カン会長の娘）
- カン・ウテク会長：パク・クニョン （ヨンギとジュランの父）
- イ・ジンスク：ソン・オクスク （ジュランの母）
- ファン・インス：キム・チャンワン
- パク・チャンスク：パン・ウニ
- スファンの母：キム・ミンジョン
- インジョンの父：チェ・ヨンミン
- インジョンの母：ユ・ジイン
- ユン室長：チェ・ソンミン

## サブタイトル
| 話数   | サブタイトル       |
| ------ | ------------------ |
| 第01話 | 済州島での出会い   |
| 第02話 | 十字架を背負って   |
| 第03話 | 希望の光           |
| 第04話 | 秘めた想い         |
| 第05話 | 過去を乗り越えて   |
| 第06話 | 愛の誓い           |
| 第07話 | 運命のいたずら     |
| 第08話 | 涙の決断           |
| 第09話 | 愛の逃避行         |
| 第10話 | 偽りの再出発       |
| 第11話 | 憎しみという名の愛 |
| 第12話 | 大切な人のために   |
| 第13話 | 愛の罠             |
| 第14話 | ゲームの始まり     |
| 第15話 | 嫉妬と怒りの先に   |
| 第16話 | 春までの約束       |
| 第17話 | 最後のプレゼント   |
| 第18話 | 魂の救い           |
| 第19話 | 別れの誕生日       |
| 第20話 | 愛は永遠に         |